# Pigmentació del mugró
La pigmentació del mugró o la pigmentació areolar és la pigmentació (enfosquiment) del mugró o l'arèola. S'indueix depenent de la dosi com a efecte dels estrògens i pot ocórrer normalment durant l'embaràs i la lactància, o com a efecte secundari de la teràpia d'estrògens amb dosis altes.

## Hiperqueratosi de mugró i arèola
La hiperqueratosi és una condició en la qual es produeix un engrossiment de la capa externa de la pell i una pigmentació del mugró, l'arèola o ambdues. És una afecció cutània poc freqüent, amb només 150 casos informats fins ara. Pot ocórrer tant en homes com en dones. Tanmateix, el 80 % dels casos s'han notificat en dones. Atès que les lesions cutànies són majoritàriament asimptomàtiques i no requereixen atenció mèdica urgent la majoria de vegades, els casos notificats poden estar subestimats que la prevalença real. La fisiopatologia de la malaltia no està clara. En les dones, sol aparèixer després de la pubertat, s'agreuja durant l'embaràs i disminueix després del part. S'han informat alguns casos en homes que van rebre teràpia amb estrògens. Tot i que és una malaltia benigna, s'associa a problemes cosmètics i també pot causar problemes durant la lactància materna. La hiperqueratosi pot durar indefinidament si no es tracta. El tractament consisteix en mètodes quirúrgics o medicaments tòpics.